# Arbre Gris
Arbre Gris (Gray Tree en anglès) és una pintura a l'oli del pintor holandès Piet Mondrian. El quadre va ser pintat sobre un llenç de 78,5 × 107,5 cm i es troba al Gemeentemuseum Den Haag de la Haia, Països Baixos.
L'obra és d'una època en què l'autor començava a experimentar amb el cubisme. El primer pla sembla barrejar-se amb el fons, i la paleta és molt restringida. L'arbre és subtilment ovalat en forma, seguint una altra pràctica cubista vista obres de Pablo Picasso o Georges Braque. Aquesta forma va quedar explícita, emmarcant el quadre, en les pintures que la van seguir els tres o quatre anys posteriors. Apple Tree in Flower (Pomera en Flor), del 1912, és una composició que té una mida similar. Encara que el contorn de la pomera recordi Arbre Gris, l'obra és significativament més abstracta.